# Benabena

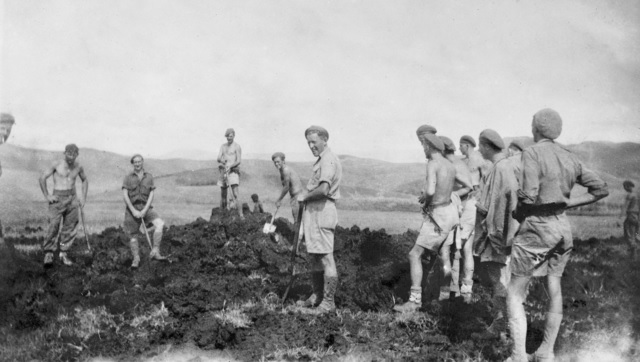
Tropas de la 2/7.ª Compañía Independiente en Benabena.

Benabena, también conocido como Bena-Bena, es un tramo de valle que se extiende al este de la ciudad de Goroka en el oeste y hace frontera con el área superior de Ramu en la provincia de Madang al norte, con el distrito de Ungaii-Benna a su sur y el distrito de Henganofi al este. El nombre "Bena Bena" deriva de una pequeña aldea o pueblo a pocos kilómetros de distancia de la pequeña estación rural de Sigerehi en la zona superior de Bena en las Tierras Altas Orientales de Papúa Nueva Guinea. El valle de Benabena era conocido por poseer centro de tejidos, cuya ciudad era conocida también como Bena Bena. También se considera a sus habitantes como un grupo étnico, que agrupa unas 45.000 personas hablantes de su lengua.

## Historia
Antes de la llegada de exploradores occidentales, la zona era conocida por los nativos como Nekematigi. Los exploradores Dan Leahy y Jim Taylor construyeron un aeródromo cerca del pueblo en diciembre de 1932. Una estación de la misión luterana comenzó las operaciones en la aldea en 1934. Durante la campaña de Nueva Guinea, la zona sufrió la entrada del Ejército Imperial Japonés, que entabló batalla contra el Ejército Australiano a partir de 1942.